# Belén (distrito de Maynas)
O Distrito peruano de Belén é um dos onze distritos que formam a Província de Maynas, situada no Departamento de Loreto, pertencente a Região Loreto, Peru.

## Transporte
O distrito de Belén é servido pela seguinte rodovia:
- LO-103, que liga o distrito à cidade de Alto Nanay[1][2][3]